# Império Belga
O Império Belga ou Império Colonial Belga foi um império colonial europeu administrado pela Bélgica. Consistia em vários territórios na África, Ásia e América Central. Cerca de 98% do território ultramarino da Bélgica era apenas uma colônia (cerca de 76 vezes maior que a própria Bélgica) conhecida como Congo Belga.

## Contexto
A Bélgica conquistou sua independência em 1830, após uma revolução contra o governo holandês do Reino Unido dos Países Baixos. Leopoldo I seria proclamado rei dos belgas em 1831. Quando a independência da Bélgica foi reconhecida internacionalmente em 1839, a maioria das potências europeias tinha colônias e protetorados fora da Europa e começaram a formar esferas de influência. Durante as décadas de 1840 - 1850, Leopoldo I apoiou várias propostas para adquirir territórios no exterior. Em 1843 ele assinou um contrato com a Ladd & co. para colonizar o Reino do Havaí, mas o negócio desmoronou quando a Ladd & co. enfrentou dificuldades financeiras. Nesse mesmo ano, o parlamento guatemalteco emitiu um decreto concedendo o distrito de Santo Tomás "em perpetuidade" à Compagnie belge de colonization, uma empresa privada belga sob a proteção do rei Leopoldo I. Os mercadores belgas também estendiam sua influência na África Ocidental, no entanto, essa tentativa também fracassou após o Incidente no Rio Nuñez em 1849 e a crescente rivalidade anglo-francesa na região.

Os arquivos do  Ministério dos Negócios Estrangeiros e Comércio belga mostram os seguintes arquivos abertos a pedido de Leopoldo I em termos de possíveis interesse colonial:
- Argélia
- Argentina
- Brasil
- México
- Paraguai
- Ilhas Sandwich
- Nicarágua
- Costa Rica
- San Salvador
- Honduras
- Guatemala
- Bolívia
- Colômbia
- Guiana
- Patagônia
- Flórida
- Texas
- Wisconsin
- Pensilvânia
- Missouri
- Kansas
- Haiti
- Portugal
- Chipre
- Suriname
- Índia
- Filipinas
- Abissínia
- Madagascar
- Nova Zelândia
- Austrália
- Malásia
- Novas Hébridas
- Samoa

Na época em que Leopoldo II foi coroado, o entusiasmo belga pelo colonialismo havia diminuído, pois era percebido como uma aposta arriscada e cara, sem nenhum benefício óbvio para o país. Leopoldo II acreditava fervorosamente que as colônias ultramarinas eram a chave para a grandeza de um país e trabalhou incansavelmente para adquirir território colonial para a Bélgica, além disso, viu os impérios da Holanda, Portugal e Espanha em declínio e manifestou interesse em comprar seus territórios.
Determinado a encontrar uma colônia para si mesmo e inspirado por relatórios recentes da África central, Leopoldo II começou a patrocinar vários exploradores proeminentes, incluindo Henry Morton Stanley. Leopoldo II estabeleceu a Associação Internacional Africana, uma organização de "caridade" para supervisionar a exploração e levantamento do território ao redor do rio Congo, com o objetivo declarado de fornecer assistência humanitária e "civilização" aos nativos. Na Conferência de Berlim, os líderes europeus reconheceram oficialmente o controle de Leopoldo II sobre os 2.350.000 km2 do Estado Livre do Congo, teoricamente independente, alegando que seria uma zona de livre comércio e um estado-tampão entre as esferas de influência britânica e francesa.

## Posses coloniais

### Santo Tomás (1843-1854)

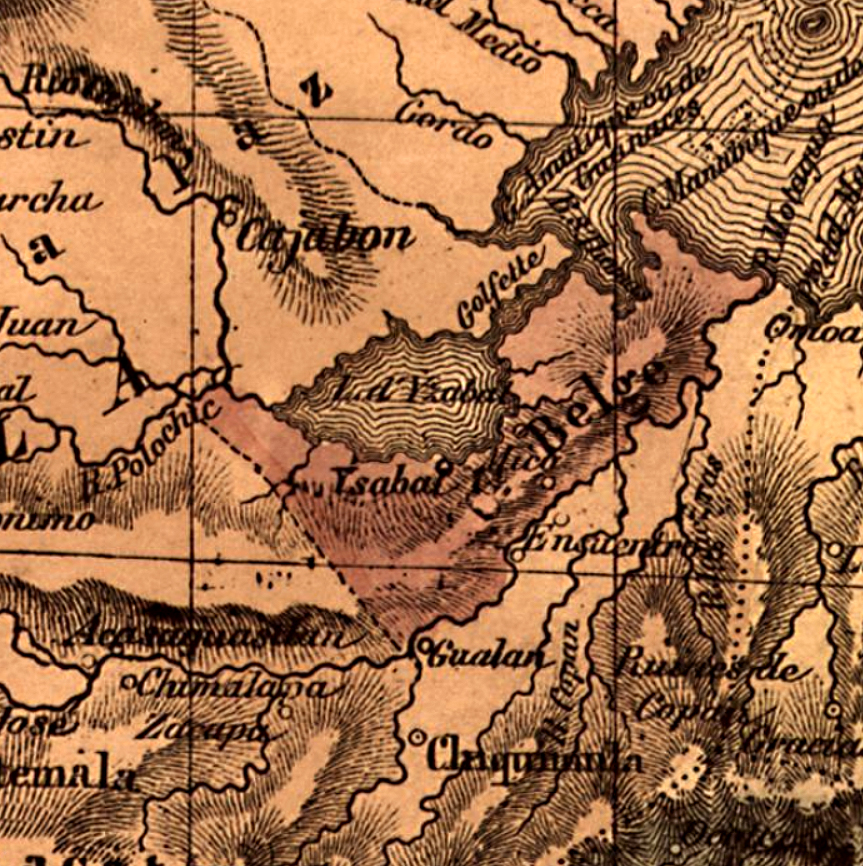
Assentamento belga na Guatemala

Em 6 de agosto de 1834, o Governo da Guatemala cedeu à Companhia Comercial e Agrícola das Costas Orientais o território de Verapaz, ao qual também foram anexadas as terras de Santo Tomás. O projeto de colonização inglesa neste território não prosperou. O governo guatemalteco concederia uma extensão para colonização em 1839; mas apesar das tentativas, eles falharam devido a obstáculos do clima e geografia do Caribe.
Em 6 de fevereiro de 1842, um navio belga chamado Luisa María se tornou o primeiro de vários navios a chegar a Santo Tomás. Os belgas, devido às relações tensas que existiam devido às novas concessões, concentraram os seus interesses em Santo Tomás. O então presidente da Guatemala, Rafael Carrera y Turcios, tinha interesse em construir estradas que ligassem os portos à capital do país, por isso desconfiava de uma concessão. No entanto, ele foi convencido por conselheiros com o fundamento de que "os belgas eram católicos e representavam um poder imperial menos ameaçador". Os belgas consideraram Santo Tomás como um ponto de estender sua influência ao interior da América Central e como o início de um canal interoceânico. No entanto, os esforços de colonização belga na Guatemala cessaram em 1854, devido à falta de financiamento e alta mortalidade devido à febre amarela e à malária, doenças endêmicas do clima tropical.

### Congo

#### Estado Livre do Congo (1885 - 1908)

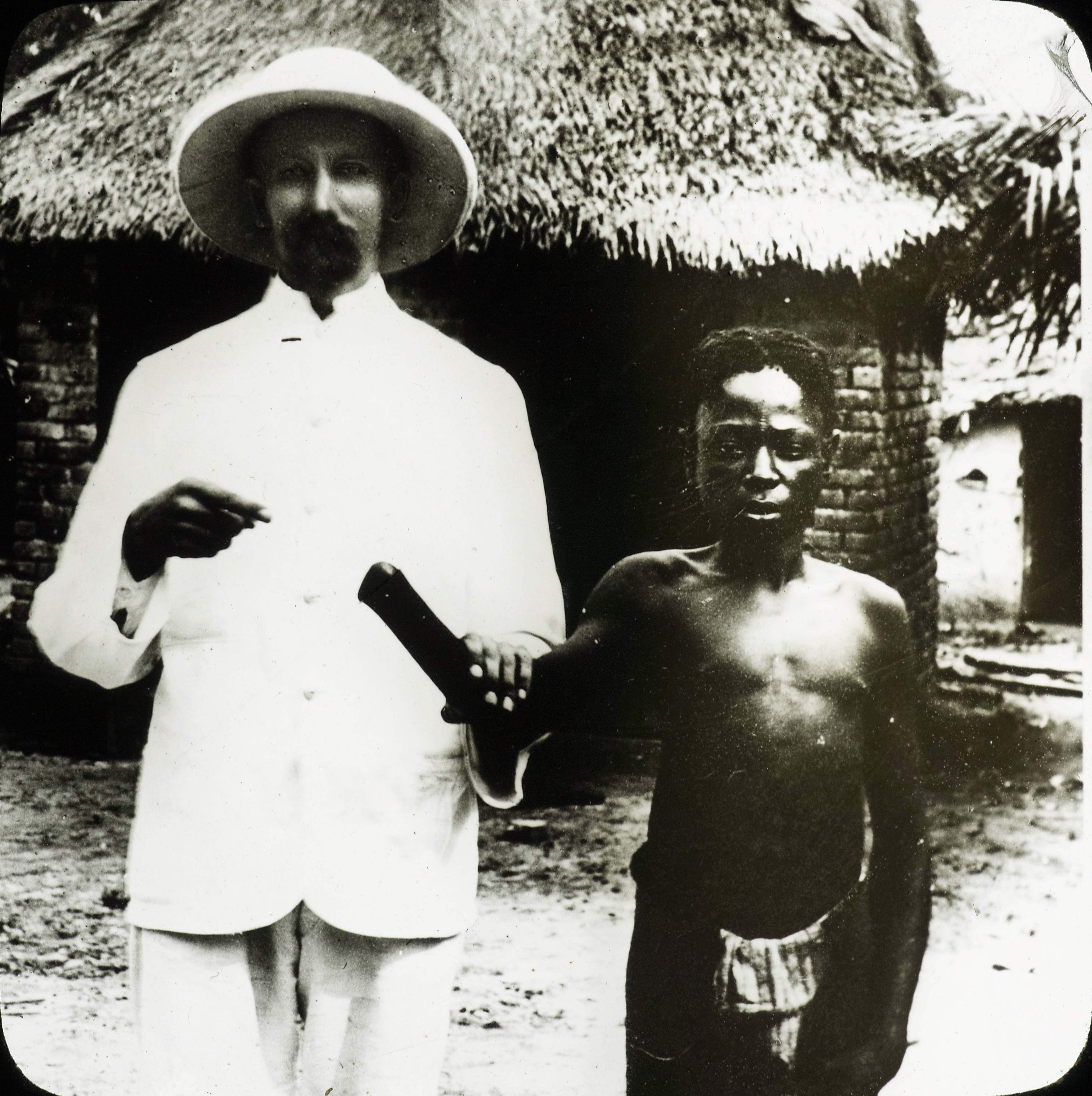
Um missionário branco com um congolês mutilado pelo governo do Estado Livre do Congo

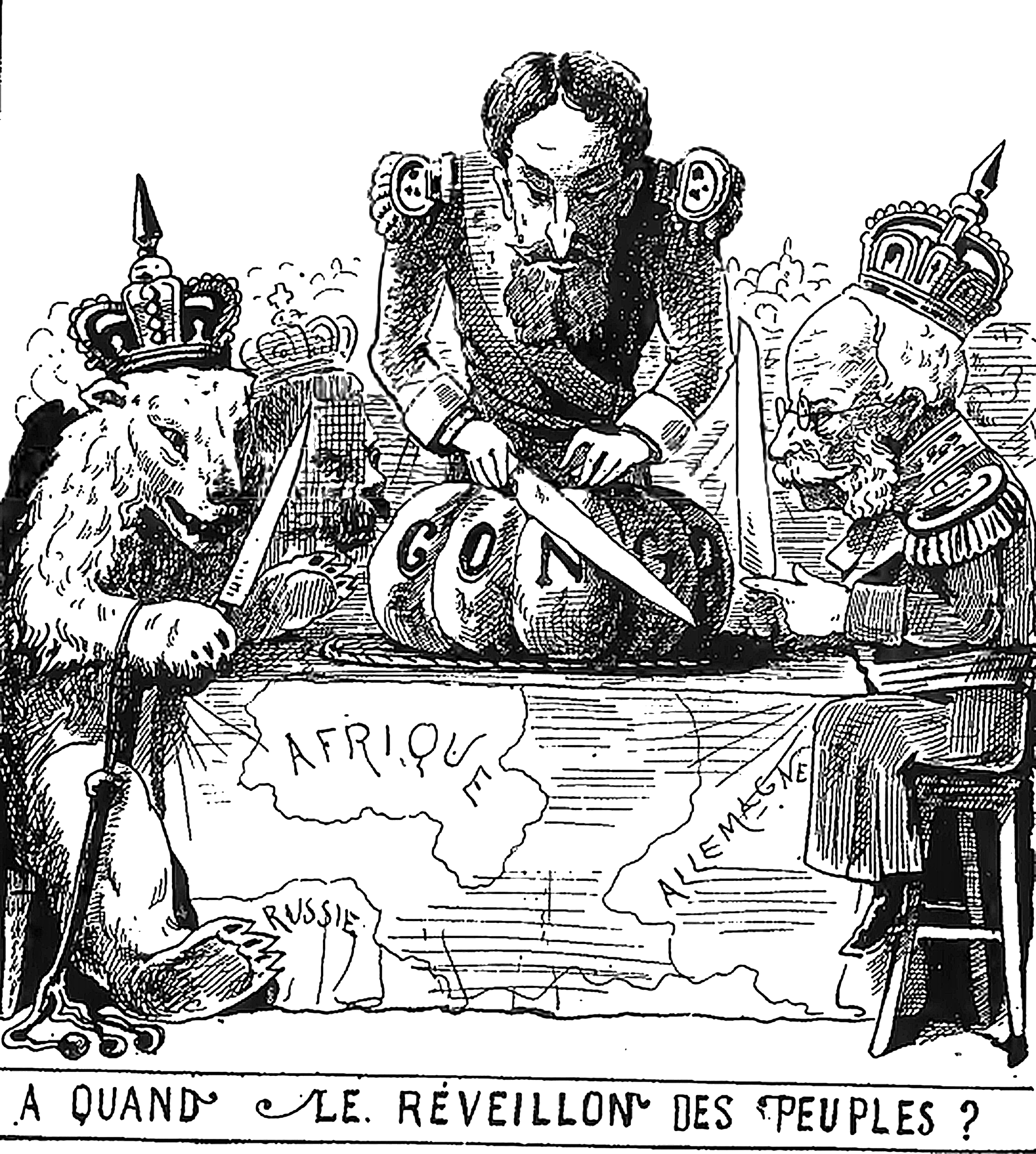
Caricatura de Leopoldo II e outras potências imperiais na conferência de Berlim de 1884

A colonização do Congo começou no final do século XIX. O rei Leopoldo II, frustrado com a falta de poder e prestígio internacional de sua nação, tentou persuadir o governo belga a apoiar a expansão colonial em torno da então inexplorada Bacia do Congo. Sua recusa levou Leopoldo II a criar um estado sob seu governo pessoal. Com o apoio de vários países ocidentais que viam Leopoldo II como um amortecedor útil entre potências coloniais rivais, ele alcançou o reconhecimento internacional para o Estado Livre do Congo em 1885. Nesse mesmo ano, Leopoldo II concebeu a Force Publique, uma força militar composta por soldados regulares do exército belga e mercenários.
Inicialmente, a colônia acabou não sendo lucrativa e insuficiente, com o estado sempre à beira da falência. O boom da demanda por borracha natural, abundante no território, gerou uma mudança radical na década de 1890: para facilitar a extração e exportação da borracha, todas as terras "desabitadas" do Congo foram nacionalizadas, e a maior parte delas distribuída a empresas privadas como concessões. As concessões foram atribuídas a empresas privadas. No norte, a Société Anversoise recebeu 160.000 km 2, enquanto a Anglo-Belgian India Rubber Company (ABIR) recebeu território comparável no sul.
Uma "sociedade escravista" foi criada à medida que as empresas se tornaram cada vez mais dependentes da mobilização forçada de mão de obra para a colheita da borracha. O estado recrutou vários funcionários negros para organizar a força de trabalho local. O não cumprimento das cotas de colheita da borracha era punível com a morte. Enquanto isso, a Force Publique foi solicitada a fornecer a mão de suas vítimas como prova quando atiraram e mataram alguém, pois se acreditava que eles usariam a munição (importada da Europa a um custo considerável) para caçar ou armazená-la para a rebelião. Como consequência, as cotas de borracha foram pagas em parte em mãos cortadas. Houve até pequenas guerras entre aldeias por esse motivo, já que suas cotas de borracha eram muito irrealistas para cobrir.

#### Congo Belga (1908 - 1960)

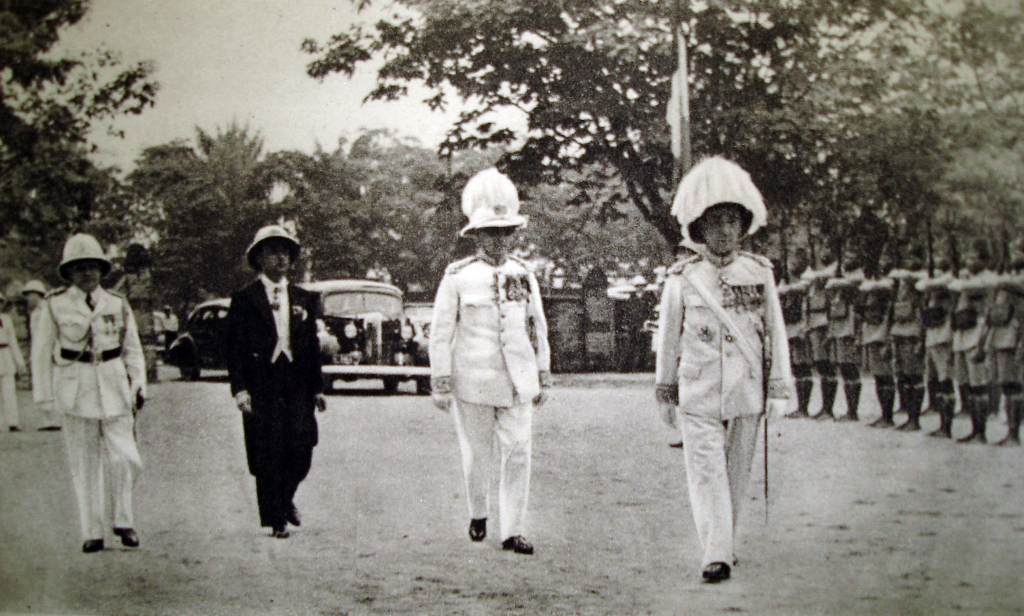
Funcionários coloniais belgas em Léopoldville, 1938

Na virada do século, no entanto, a violência usada pelos funcionários do Estado Livre contra os congoleses nativos e o sistema implacável de extração econômica levou a intensa pressão diplomática sobre a Bélgica para assumir o controle oficial do país, o que fez em 1908, criando o Congo Belga.
O domínio belga no Congo baseou-se na "trindade colonial" ("trinité coloniale") dos interesses estatais, missionários e empresas privadas. O privilégio dos interesses comerciais belgas significava que grandes quantidades de capital fluíam para o Congo e que cada região se tornava especializada. Em muitas ocasiões, os interesses do governo e da iniciativa privada ficaram intimamente ligados, e o Estado ajudou as empresas a quebrar greves e remover outras barreiras levantadas pela população indígena.
O país era dividido em subdivisões administrativas hierarquicamente organizadas e aninhadas, e era administrado uniformemente de acordo com uma "política nativa" estabelecida (politique indigène). Isso contrastava com os britânicos e os franceses, que geralmente favoreciam o sistema de governo indireto, pelo qual os líderes tradicionais eram mantidos em posições de autoridade sob supervisão colonial. Durante a Primeira Guerra Mundial, as tropas congolesas participaram de ofensivas contra as forças alemãs na área dos atuais Ruanda e Burundi, que foram colocadas sob ocupação belga. As tropas congolesas participaram da Segunda Guerra Mundial e foram fundamentais para expulsar os italianos de suas colônias da África Oriental durante a Campanha da África Oriental. 
O Congo tinha um alto grau de segregação racial. O grande número de imigrantes brancos que se mudaram para o Congo após o fim da Segunda Guerra Mundial veio de todo o espectro social, mas sempre foram tratados como superiores aos negros. Durante as décadas de 1940 e 1950, o Congo passou por extensa urbanização e a administração colonial iniciou vários programas de desenvolvimento com o objetivo de transformar o território em uma "colônia modelo". Um dos resultados foi o desenvolvimento de uma nova classe média de africanos europeizados nas cidades. Na década de 1950, o Congo tinha uma força de trabalho assalariado duas vezes maior do que em qualquer outra colônia africana.

### Ruanda-Urundi (1916 - 1962)

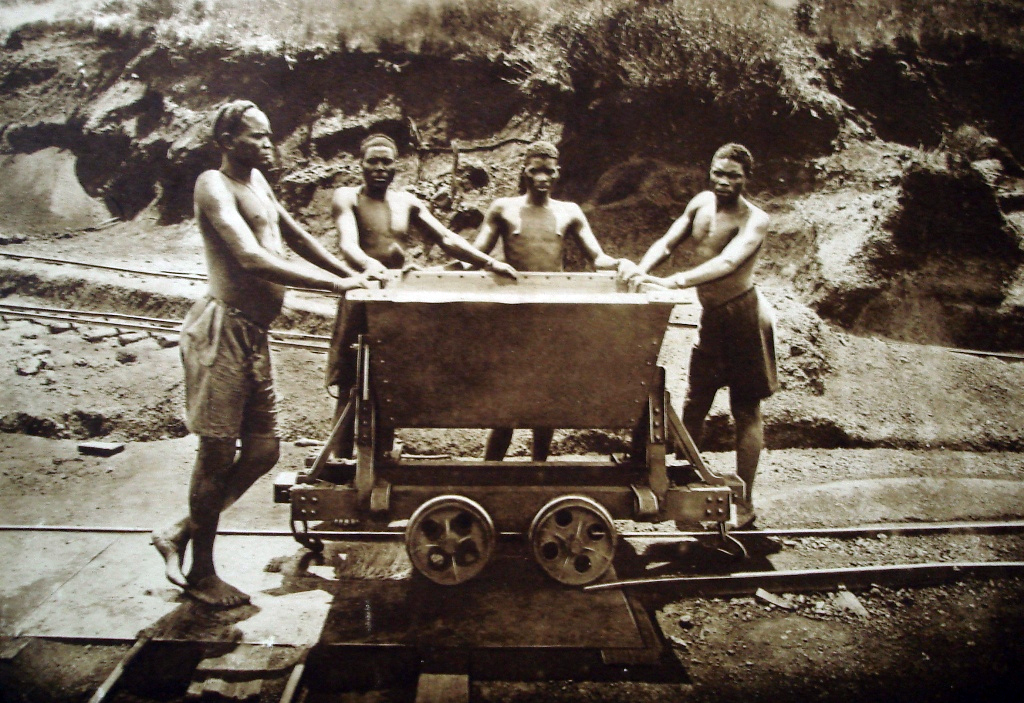
Trabalhadores migrantes ruandeses na mina de cobre Kisanga em Catanga, Congo Belga, no final dos anos 1920

Quando a Primeira Guerra Mundial estourou, originalmente as colônias alemãs pretendiam preservar sua neutralidade conforme determinado na Conferência de Berlim, mas os combates logo estouraram na fronteira entre a África Oriental Alemã e o Congo Belga em torno dos Lagos Kivu e Tanganica. Como parte da Campanha dos Aliados da África Oriental, Ruanda e Urundi foram invadidos por uma força belga em 1916. As forças alemãs na região eram pequenas e em número muito inferior. Ruanda foi ocupada durante abril-maio e Urundi em junho de 1916. Em setembro, uma grande parte da África Oriental Alemã estava sob ocupação belga. O território capturado foi administrado por uma autoridade de ocupação militar belga enquanto se aguarda uma decisão final sobre seu futuro político. Em fevereiro de 1917, uma administração chefiada por um comissário real foi estabelecida ao mesmo tempo em que os britânicos ordenaram que as forças belgas se retirassem da região de Tabora. O Tratado de Versalhes após a Primeira Guerra Mundial dividiu o império colonial alemão entre as nações aliadas. A Bélgica foi designada para Ruanda-Urundi, apesar do fato de que isso representava apenas uma fração dos territórios já ocupados pelas forças belgas na África Oriental.

### Concessão de Tianjin (1902 - 1931)

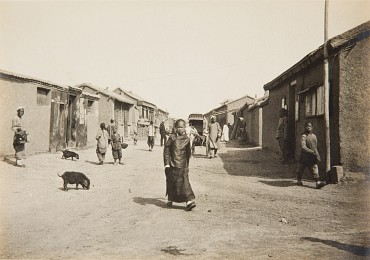
Concessão belga em Tianjin, 1907

A concessão belga foi estabelecida em 1902 após o enviado belga Maurice Joostens reivindicar em negociações após a derrota dos rebeldes Boxer. Localizada na margem oriental do rio Hai, o governo belga e a comunidade empresarial não investiram no desenvolvimento da concessão. A concessão era nominal e de pouco valor. Um acordo para devolver a concessão à China foi assinado em agosto de 1929 e aprovado pelo parlamento belga em 1931.
Muito mais importantes foram os contratos relacionados a ferrovias, sistemas de energia elétrica e bondes construídos e operados em parte por empresas privadas belgas. Em 1904, a China e a Bélgica assinaram um contrato com a Compagnie de tramways et d'éclairage de Tientsin, dando à empresa um monopólio oficial de 50 anos sobre bondes e iluminação elétrica na cidade. Em 1906, com a abertura da primeira rota do sistema de bonde, Tianjin se tornou a primeira cidade chinesa a ter um sistema de transporte público moderno (Xangai teve que esperar até 1908 para os bondes elétricos). O fornecimento de eletricidade e iluminação e o negócio de bondes eram empreendimentos lucrativos. Em 1914, a rede cobria a cidade chinesa, bem como as concessões austríaca, francesa, italiana, japonesa e russa.
No final do século XIX, engenheiros belgas foram contratados para construir a ferrovia Pequim-Hankou, levando o governo belga a reivindicar, sem sucesso, uma concessão em Hankou. A reivindicação belga nunca foi formalmente reconhecida e a proposta foi abandonada em 1908.

### Ilha de Comacina (1919)
Em 1919, a ilha de Comacina foi legada ao rei Alberto I da Bélgica por um ano e tornou-se um enclave sob a soberania da Bélgica. Após um ano, foi devolvido ao estado italiano em 1920. O cônsul da Bélgica e o presidente da Academia de Belas Artes de Brera estabeleceram uma fundação de caridade com o objetivo de construir uma vila para artistas e um hotel.

## Declive
Em 1960, como resultado de um movimento de independência generalizado e cada vez mais radical, o Congo alcançou a independência, tornando-se a República do Congo-Léopoldville sob Patrice Lumumba e Joseph Kasa-Vubu. As más relações entre as facções dentro do Congo, o envolvimento contínuo da Bélgica nos assuntos congoleses e o contexto da Guerra Fria levaram a um período de guerra e instabilidade política de cinco anos, conhecido como Crise do Congo, de 1960 a 1965. Isso terminou com a tomada do poder por Joseph-Désiré Mobutu. Por outro lado, a violência étnica entre hutus e tutsis acelerou a independência de Ruanda.